# 三川内地域
三川内地域（みかわちちいき）は、長崎県佐世保市東部の地域である。旧東彼杵郡 折尾瀬村に属していた。隠居岳の南東側、小森川上流域の丘陵地・盆地にあたる。旧表記は伊能図にもあるよう三河内であった。
江永町・木原町・三川内町には平戸藩御用窯であった三川内焼の窯元が多くある。また、事業所誘致のため工業団地（佐世保テクノパーク）が造成され、2023年6月13日現在9事業所が立地。同団地区域は三川内新町として独立した町名を与えられている。

## 町名
一部の免は佐世保市編入時に改称している。
| 町名設置前            | 町名設置後     |
| --------------------- | -------------- |
| 木原免                | 木原町         |
| 口ノ尾免              | 口の尾町       |
| 桑木場石垣免→桑木場免 | 桑木場町       |
| 塩浸免                | 塩浸町         |
| 下ノ原免              | 下の原町       |
| 新替免                | 新替町         |
| 新行江免              | 新行江町       |
| 三川内免              | 三川内町       |
| 今福東西免→今福免     | 三川内本町     |
| 横手心野免            | 横手町、心野町 |
| 上下吉福免→吉福免     | 吉福町、江永町 |

- 江永町（えながちょう）

三川内三皿山のひとつ。国道35号線より東側谷に中小の陶磁器工場が集まるが、他の三川内・木原ほどは多くない。江永保育園が所在する。谷の奥の江永ダムは治水ダムであり、佐世保市の逼迫する水道事情には貢献していない。
- 木原町（きはらちょう）

三川内三皿山のひとつ。佐賀県境近くには草創期の窯跡が散見される。陶磁器工場は谷に集中し、国道沿いには大型のアトリエ兼販売店が並ぶ。佐世保三川内インターチェンジが立地するが、交通量はあまり多くない。谷は窯業の不振にともなって衰退しており、西肥バスは撤退している。
- 口の尾町（くちのおちょう）

三川内地域の中央部に位置し、二つのゴルフ場に挟まれた隠居岳山麓の谷に位置する。三川内小学校が所在するほか、釉薬や陶土などの窯業関連の工場・卸店や飲食店が点在する。谷の奥は民家が点在する水田地帯となっている。三川内から柚木へ抜ける最短ルートでもあり、幅員が狭いわりに交通量が多い。
- 桑木場町（くわこばちょう）

早岐地域との境界に近く、谷も開けており、農地が広がっている。材木問屋をはじめ中規模の工場も点在している。隠居岳中腹の馬責地区は交通が不便だが、棚田が展開して農地として活用されている。
- 心野町（ここんのちょう）

市内でも屈指の難読地名。隠居岳に続く急峻な斜面と険しい谷からなり、中腹では棚田が発達しているが、山頂付近は険しい人工林となっている。長崎県道53号柚木三川内線のヘアピン区間は町内で見られ、民家は斜面上に点在している。
- 塩浸町（しおひたしちょう）

三川内山皿山の入り口に広がる小森川の平野で、国道に面した帯状の町並みを除くと水田が広がっている。かつては国道沿いに町工場や飲食店も見られたが、多くが衰退して廃業した。
- 下の原町（しものはるちょう）

三川内地域の西端で、小森川を挟んで花高団地・権常寺と対峙する。流域の平野はほぼ水田で埋め尽くされ、民家は山麓に点在する。山地は深く、市内最大の下ノ原ダムは1基で市南部の水道水をまかなっている。
- 新替町（しんがえちょう）

塩浸・下ノ原・桑木場に囲まれた丘陵地一帯で、民家が点在するほかは森林となっている。丘陵一帯は戦国時代末期に松浦鎮信と大村純忠が衝突した井手平城跡で、山麓には薬王寺や墓碑が並んでいる。
- 新行江町（しんぎょうえちょう）

波佐見町に抜ける長崎県道・佐賀県道1号佐世保嬉野線が貫通しているほか、その裏手に当たる国道側の平地には三川内中学校が位置する。県道沿いよりも中学校を囲む国道側が開け、農地や民家が集中している。
- 三川内町（みかわちちょう）

三川内三皿山のひとつで「三川内山」と通称される。江永・木原より陶磁器工場の規模は大きく、陶祖神社など三川内焼の伝統を色濃く残している。広域農道によって広田地区への利便性が高まり、交通量も多くなっている。
- 三川内本町（みかわちほんまち）

近代以後は三川内山をしのぐ三川内地域の中心地となっている。旧道沿いには民家や陶磁器店、商店が林立し、人口が集積している。三河内駅は旧道に向けて建設され、新道である国道側に入り口がない。三川内支所やうつわ歴史館・伝統産業会館、郵便局など中枢施設が国道沿いに並んでいる。かつては銀行や農協の支店があったが統廃合により撤退しており、現在はＡＴＭのみとなっている。
- 横手町（よこてちょう）

心野に向けて上る小森川上流の谷に位置する。下手では谷いっぱいに水田が広がり、中腹の谷では棚田が発達して心野に続いている。両側の丘陵地では果樹栽培が行われている。
- 吉福町（よしふくちょう）

口の尾と江永・横手の水田地帯を結ぶ谷底にあり、国道は丘陵の下を蛇行している。民家や施設は少ない。
- 三川内新町（みかわちしんまち）

佐世保テクノパーク地区造成により、1993年成立。工場用地は確保されているが、信越石英・ハマックス・大野社・ノムラ精密電子などの進出を果たした後はあまり後続企業がない状態が続いている。

## 交通

### バス
- 西肥バス
  - 佐世保駅前 - 早岐田子の浦 - 三川内支所前 - 伊万里駅前
  - 佐世保駅前 - 早岐田子の浦 - 三川内駅前 - 内海 - 嬉野バスセンター

### 鉄道
- JR九州佐世保線
  - 三河内駅 - 駅名は「川」ではなく「河」の字を使う。

## 道路
- 国道35号
- 長崎県道・佐賀県道1号佐世保嬉野線
- 長崎県道53号柚木三川内線
- 西九州自動車道
  - 佐世保三川内インターチェンジ

## 施設

### 公共
- 佐世保市役所三川内支所
- 三川内地区公民館
- 三川内陶磁器文化センター
- うつわ歴史館
- 三川内病院
- 三川内郵便局
- 三川内山簡易郵便局

### 教育機関

#### 中学校
- 佐世保市立三川内中学校

#### 小学校
- 佐世保市立三川内小学校